# David Neres
David Neres Campos (* 3. března 1997 São Paulo) je brazilský profesionální fotbalista, který hraje na pozici křídelníka za portugalský klub Benfica Lisabon a za brazilskou reprezentaci.

## Klubová kariéra

### São Paulo
Neres je odchovancem brazilského týmu São Paulo FC, v brazilské nejvyšší soutěži debutoval v roce 2016.

### Ajax
Dne 30. ledna 2017 přestoupil Neres za 12 milionů eur do nizozemského Ajaxu. Neres v klubu debutoval 26. února 2017 v utkání proti Heraclesu Almelo. V první sezóně v klubu se mu podařilo v 8 ligových zápasech vstřelit 3 góly. V tomtéž roce se objevil také v týmu Ajaxu, který postoupil do finále Evropské ligy UEFA.
V sezoně 2018/19 získal s Ajaxem domácí double a významně se podílel na prvním postupu klubu do semifinále Ligy mistrů po 22 letech.
V následujících sezonách byl poznamenán neustálými zraněními, což vedlo k tomu, že Neres odehrál omezené množství zápasů a jeho výkonnost klesala, což vedlo k jeho požádání o přestup.

### Šachtar Doněck
Dne 14. ledna 2022 byl Neres prodán do ukrajinského Šachtaru Doněck za částku okolo 15 milionů eur.
Po začátku ruské invaze na Ukrajinu v roce 2022 požádal 24. února 2022 brazilskou vládu o pomoc při útěku ze země. 1. března 2022 bylo oznámeno, že se brazilští hráči úspěšně dostali do Rumunska, odkud odcestovali domů. Na usnadnění návratu do bezpečí se osobně podílel předseda UEFA Aleksander Čeferin.

### Benfica
Dne 20. června 2022 podepsal Neres pětiletou smlouvu s portugalskou Benficou.
Za klub debutoval 2. srpna, kdy se dvěma asistencemi podílel na domácí výhře 4:1 nad Midtjyllandem v třetím předkole Ligy mistrů 2022/23. 23. srpna Neres vstřelil svůj první gól v dresu Benficy, a to při domácím vítězství 3:0 nad Dynamem Kyjev v dalším předkole milionářské soutěže a pomohl svému týmu k postupu do základní skupiny. O sedm dní později vstřelil svůj první gól v Primeira Lize při domácím vítězství 3:2 nad Paçosem de Ferreira.

## Reprezentační kariéra
Dne 8. března 2019 byl Neres poprvé trenérem Titem povolán do brazilské reprezentace, když v nominaci nahradil zraněného Viníciuse Júniora na přátelské zápasy proti Panamě a České republice. Neres debutoval 26. března 2019 proti Česku, když v 63. minutě vystřídal Richarlisona.

## Statistiky

### Klubové
K 7. březnu 2023
| Klub           | Sezóna  | Liga          | Liga   | Liga | Národní pohár | Národní pohár | Ligový pohár | Ligový pohár | Evropské poháry | Evropské poháry | Celkem | Celkem |
| Klub           | Sezóna  | Liga          | Zápasy | Góly | Zápasy        | Góly          | Zápasy       | Góly         | Zápasy          | Góly            | Zápasy | Góly   |
| -------------- | ------- | ------------- | ------ | ---- | ------------- | ------------- | ------------ | ------------ | --------------- | --------------- | ------ | ------ |
| São Paulo      | 2016    | Série A       | 8      | 3    | 0             | 0             | –            | –            | 0               | 0               | 11     | 3      |
| Ajax           | 2016/17 | Eredivisie    | 8      | 3    | 0             | 0             | –            | –            | 4               | 0               | 12     | 3      |
| Ajax           | 2017/18 | Eredivisie    | 32     | 14   | 2             | 0             | –            | –            | 3               | 0               | 37     | 14     |
| Ajax           | 2018/19 | Eredivisie    | 29     | 8    | 6             | 1             | –            | –            | 15              | 3               | 50     | 12     |
| Ajax           | 2019/20 | Eredivisie    | 12     | 6    | 0             | 0             | –            | –            | 8               | 0               | 20     | 6      |
| Ajax           | 2020/21 | Eredivisie    | 25     | 3    | 4             | 2             | –            | –            | 10              | 3               | 39     | 8      |
| Ajax           | 2021/22 | Eredivisie    | 15     | 3    | 1             | 0             | –            | –            | 6               | 1               | 22     | 4      |
| Ajax           | Celkem  | Celkem        | 121    | 37   | 13            | 3             | –            | –            | 45              | 7               | 180    | 47     |
| Šachtar Doněck | 2021/22 | Premjer-liha  | 0      | 0    | 0             | 0             | –            | –            | 0               | 0               | 0      | 0      |
| Benfica        | 2022/23 | Primeira Liga | 20     | 4    | 3             | 1             | 2            | 1            | 10              | 4               | 35     | 10     |
| Celkem         | Celkem  | Celkem        | 151    | 44   | 16            | 4             | 2            | 1            | 55              | 11              | 226    | 60     |

### Reprezentační
K 10. září 2019
| Brazílie | Brazílie | Brazílie |
| Rok      | Zápasy   | Góly     |
| -------- | -------- | -------- |
| 2019     | 7        | 1        |
| Celkem   | 7        | 1        |

#### Reprezentační góly
| Gól | Datum          | Místo                                     | Soupeř   | Skóre | Výsledek | Soutěž          |
| --- | -------------- | ----------------------------------------- | -------- | ----- | -------- | --------------- |
| 1.  | 9. června 2019 | Estádio Beira-Rio, Porto Alegre, Brazílie | Honduras | 5:0   | 7:0      | Přátelský zápas |

## Ocenění

### Klubové

#### Ajax
- Eredivisie: 2018/19, 2020/21, 2021/22[18]
- KNVB Cup: 2018/19, 2020/21[18][19]
- Johan Cruyff Shield: 2019[18]

### Reprezentační

#### Brazílie
- Copa América: 2019[20]

### Individuální
- Talent měsíce Eredivisie: říjen 2017[21]
- Hráč měsíce Eredivisie: duben 2018[22]
- Nejlepší jedenáctka sezony Ligy mistrů UEFA: 2018/19[23]